# Morris Marina
Morris Marina är en personbil som tillverkades av den brittiska biltillverkaren Morris mellan 1971 och 1980.

## Bakgrund
Sedan British Leyland Motor Corporation bildats 1968 insåg den nya ledningen snabbt att produktutvecklingen inom BMC hade avstannat. De framhjulsdrivna småbilarna sålde fortfarande bra, men succén för Ford Cortina visade att många brittiska kunder föredrog konventionella bilar. Mot den konkurrenten hade BMC de tio år gamla ADO9-bilarna att erbjuda.
George Turnbull ansvarade för Austin Morris inom British Leyland och ledde arbetet med att ta fram Morris Marina. British Leyland insåg att det saknades både tid och pengar att utveckla en modern efterträdare och därför beslutade man att dölja så mycket befintlig teknik som möjligt under en ny kaross. Många komponenter hämtades från Morris Minor, som även den var i produktion, ännu tjugo år efter introduktionen. Därför fick även den nya Marinan torsionsfjädring fram och stel bakaxel upphängd i längsgående bladfjädrar. Motorerna hämtades från övriga BMC-programmet. British Leyland beslutade att sälja bilen enbart under Morris-namnet och reservera namnet Austin för de modernare, framhjulsdrivna bilarna.
Planen var att Morris Marina skulle tillverkas i några år och sedan runt 1976 ersättas av en helt ny modell. Krisen inom den brittiska bilkoncernen gjorde att den planen gick om intet. Marina och den lätt modifierade efterträdaren Ital fortsatte att tillverkas betydligt längre än vad som var planerat. Eftersom konstruktionen byggde på gamla delar redan från början var bilen mycket omodern när den till slut försvann från tillverkningen. 

## Marina
Den nya bilen avlöste såväl Oxford- som Minor-modellerna på tillverkningslinorna i Cowley från våren 1971. Marinan fanns i två- och fyrdörrarsutförande, där den förstnämnda hade tak med coupé-stuk. Av kostnadsskäl fick coupén hålla tillgodo med samma framdörrar som fyradörrarsmodellen. Det gjorde att den både blev lite mindre elegant och att insteget till baksätet blev betydligt sämre. Där fanns även en TC-variant, med tvåförgasarmotor från MGB. Hösten 1972 presenterades en kombi-version.
Marinan fick utstå mycket spott och spe från den brittiska motorpressen, som kritiserade den antikviterade konstruktionen och det billiga utförandet. Redan vid de första provkörningarna märkte motorjournalisterna att särskilt modellerna med den tyngre 1,8-liters motorn var lite väl understyrda för att det skulle kännas bra på vägen. När företaget fick höra det gjorde de vissa modifieringar i fjädringen, men ca 30 000 bilar med stora motorn hade då redan levererats. Men de brittiska kunderna gillade bilen för dess överkomliga pris och låga driftskostnader och Marinan var snart nummer två på försäljningslistan, efter Cortinan.
1975 presenterades en uppdaterad Marina II, med modifierad inredning och 1978 kom en modernare motor med överliggande kamaxel.
Under tiden hade British Leyland blivit ett statsägt företag och resurser till en modern efterträdare var långt borta. Därför var efterföljaren Ital bara en ansiktslyft Marina.

## Morris Commercial
Marinan erbjöds även som lätt lastbil, med täckt skåp eller öppet flak.

## Australien
I Australien tillverkades bilen som Leyland Marina. Här såldes den med den modernare motorn från Austin Maxi. Dessutom fanns den med den sexcylindriga E6-motorn från Austin Kimberley. Den tunga motorn i ett chassi med rötterna i en småbil från fyrtiotalet resulterade i en bil med rent livsfarligt usel väghållning.

## Hyundai
Som ett sidospår i utvecklingen av Morris Marina kom koreanska Hyundai att köpa upp konstruktionen 1975 och tillverka modellen Hyundai Pony med grunden från Morris Marina men med motor och växellåda från Mitsubishi. 

## Motor
Marinan såldes från början med BMC:s A- och B-motorer. 
På vissa europeiska exportmarknader fanns även en dieselmotor.
1978 ersattes B-motorn av den modernare O-motorn.
| Modell  | Motor               | Cylindervolym | Effekt | Bränslesystem    |
| ------- | ------------------- | ------------- | ------ | ---------------- |
| 1300    | 4-cyl radmotor ohv  | 1275 cm³      | 60 hk  | Enkel förgasare  |
| 1800    | 4-cyl radmotor ohv  | 1798 cm³      | 82 hk  | Enkel förgasare  |
| 1800 TC | 4-cyl radmotor ohv  | 1798 cm³      | 94 hk  | Dubbla förgasare |
| Diesel  | 4-cyl radmotor ohv  | 1489 cm³      | 40 hk  | Dieselmotor      |
| 1700    | 4-cyl radmotor SOHC | 1695 cm³      | 78 hk  | Enkel förgasare  |

## Top Gear
TV-programmet Top Gear har flera gånger haft Morris Marina med i sina inslag, och så gott som alltid slutar det med att bilen måste skrotas. Det bygger på ett gammalt skämt som går ut på att om inget annat katastrofalt händer med en Morris Marina kommer antagligen ett piano att ramla ner på taket. I ett program föll ett piano ner på en Morris Marina och förstörde bilen. I ett senare program förde man skämtet vidare och satte fast ett piano på takräcket för att vara på den säkra sidan. 
Morris Marina har i Top Gear tagits med som jämförelseobjekt när man ska testa någon riktigt usel bil. Bland entusiaster för den här bilmodellen har det väckt ilska att man både "mobbat" bilmodellen och även förstört fullt fungerande exemplar av den bara för att göra ett roligt inslag i TV. 

## Samlarbil
Trots att det var en av de mesta sålda bilarna i Storbritannien på 1970-talet finns bara ett par hundra exemplar kvar i trafik där. Förutom att det var en billig bruksbil som ofta fick slita hårt var den också känslig för rost och betraktades inte som någon bil som var värd att spara. En annan anledning till att så få exemplar har överlevt är att Marinan var en populär "donatorbil" för att renovera eller i vissa fall modifiera andra bilar som den delar komponenter med. T ex kunde motorerna i Marina användas för att uppgradera en Morris Minor till -lite högre effekt, och de starkare motorvarianterna passade även i MG:s sportbilar, särskilt MGB. På det sättet "straffades" Marinan dubbelt av att den i mångt och mycket bestod av ihopplockade delar från existerande modeller. Dels var bilen omodern redan som ny, och dels användes de överlevande bilarna som reservdelslager för helt andra bilmodeller.  